# Brida von Castelberg

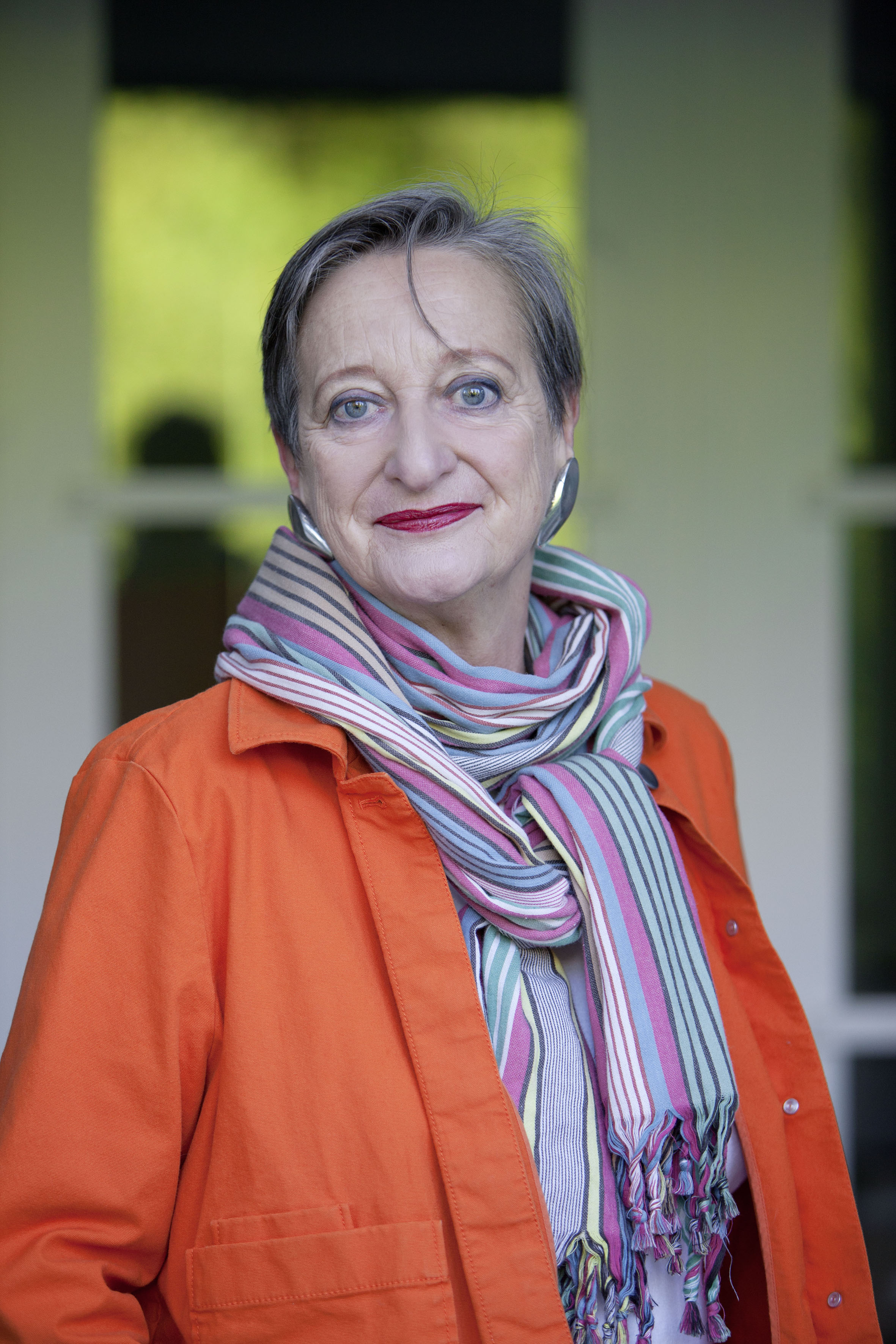
Brida von Castelberg (2018)

Brida von Castelberg (* 9. Oktober 1952 in Zug) ist eine Schweizer Fachärztin für Gynäkologie und Geburtshilfe. Sie war von 1993 bis 2012 Chefärztin an der Frauenklinik Stadtspital Triemli in Zürich. Sie gilt als Vorreiterin für das Job-Sharing-Modell auf Kaderstufe und ist eine Stimme in gesellschaftspolitischen Debatten um das Gesundheitswesen.

## Leben
Brida von Castelberg ist die Tochter von Marian von Castelberg-Meyer und Carlo von Castelberg. Die Castelbergs sind ein altes Bündner Geschlecht, erstmals erwähnt 1289. Vom 16. bis zum Ende 18. Jahrhundert gehörte die Familie zu den einflussreichsten in der Region um das Kloster Disentis.
Sie wuchs in einem bürgerlichen Umfeld in Zug auf und lebte nach der Trennung ihrer Eltern 1963 bei der Mutter in Zürich. Sie hat drei Geschwister: Monica, Dominic und der Filmemacher Christian von Castelberg. Der Vater, ein Bankier und Kunstkenner, war unter anderem 12 Jahre Präsident der Zürcher Kunstgesellschaft, dem tragenden Verein des Kunsthauses Zürich. Die Mutter, eine Psychotherapeutin und Mäzenin, gründete 1980 die Friedrich Weinreb Stiftung, die sich der Verbreitung des Werks des jüdisch-chassidischen Erzählers und Schriftstellers widmet.
Zwischen 1979 und 1993 arbeitete von Castelberg als Ärztin an verschiedenen Schweizer Spitälern. 1985 erwarb sie den Facharzttitel für allgemeine Chirurgie und 1991 den Facharzttitel für Gynäkologie und Geburtshilfe. Ab 1993 wurde sie für fast 20 Jahre Chefärztin an der Maternité Inselhof Triemli, die später zur Frauenklinik am Zürcher Stadtspital Triemli wurde. Von 2008 bis zu ihrer Frühpensionierung 2012 im Alter von 60 Jahren teilte sie die Verantwortung als Co-Chefärztin mit der Fachärztin für Gynäkologie und Geburtshilfe Stephanie von Orelli. Sie waren damals schweizweit die einzigen Chefs, die eine Klinik im Team leiteten, mit je einem Teilzeitpensum von (theoretisch) siebzig Prozent. Von Castelberg gilt als Vorreiterin für Job-Sharing auf Kaderstufe. Diese Art der Arbeitsteilung ist bis heute selten an der Spitze der Schweizer Spitäler.
2017 nahm Stephanie von Orelli das Modell mit Natalie Gabriel wieder auf. Für die Stadt Zürich hat das Führungsmodell, das von Castelberg am Stadtspital eingeführt hatte, bis heute Vorbildcharakter.
Brida von Castelberg publiziert als Autorin und schrieb von 2009 bis 2012 eine Kolumne bei der Schweiz-Ausgabe der Zeit.

## Gesellschaftspolitisches Engagement
Als Chefärztin hat sie sich auch als intellektuelle Stimme positioniert und sich in gesellschaftspolitische Debatten eingemischt. So kritisierte sie wiederholt die Ökonomisierung der Medizin, dass also nicht mehr das Wohl des Patienten im Mittelpunkt steht, sondern der Profit von Ärzten, Spitalbetreibern oder der Medizinal- und Pharmaindustrie. Die Frauenzeitschrift Annabelle nannte von Castelberg in einem Porträt die „aufmüpfigste Chefärztin der Schweiz.“
Das Verhältnis zwischen Ärzten und Patienten sah von Castelberg durch die moderne Hightech-Medizin und durch den in den Krankenhäusern herrschenden Zeitdruck zunehmend bedroht. 2013 plädierte sie in ihrem Buch „Diagnose einer Beziehung. Über Patienten und deren Ärzte“ für mehr Menschlichkeit in der Beziehung zwischen Ärzten und Patienten. In der Ausbildung werde zu wenig Gewicht auf die Sichtweise der Patienten gelegt, so Castelberg, „der erste Patientenkontakt ist der Kontakt mit der Leiche.“ So werde der Patient schon früh zum Objekt.
Sie war Mitglied der Expertengruppe, die 2016 bis 2017 im Auftrag des Bundesrates einen Bericht mit Vorschlägen zur Kostendämpfung im Gesundheitswesen erstellen sollte. Die Gruppe umfasste 14 Experten aus ganz Europa mit medizinischem und gesundheitsökonomischem Hintergrund aus Forschung und Verwaltung. Von Castelbergs Auftrag war, nationale und internationale Erfahrungen zur Steuerung des Mengenwachstums auszuwerten und möglichst rasch umsetzbare kostendämpfende Massnahmen zur Entlastung der obligatorischen Krankenpflegeversicherung vorzuschlagen. Der Bericht enthielt insgesamt 38 Massnahmen, mit denen das Problem der Kostenexplosion im Gesundheitswesen angegangen werden sollte.
Von 2016 bis 2021 war von Castelberg Stiftungsrätin der Schweizer Patientenschutzorganisation (SPO), die sich für die Rechte von Patienten einsetzt und deren Vizepräsidentin. Das Wohl der Patientenschaft lag ihr stets besonders am Herzen. Sie äusserte sich wiederholt zu den steigenden Kosten im Gesundheitswesen, kritisierte etwa unnötige Operationen, übermässige Administration oder die zum Teil luxuriöse Ausstattung der Krankenhäuser: „Wichtig ist doch, dass die Pflege und die Ärzte gut sind. Am Schluss sind es die Krankenkassen, die den Luxus bezahlen.“
Ausserdem ist von Castelberg im Vorstand der Akademie Menschenmedizin. Der Verein setzt sich für ein menschengerechtes, bezahlbares Gesundheitswesen ein. Die Gratis-Beratung „Café Med“ ist ein Angebot, das von Castelberg 2017 in Zürich mitinitiiert hat und das inzwischen in verschiedenen Schweizer Städten existiert. Das kostenlose Angebot richtet sich an Patienten und ihre Angehörigen, die nach einem Arztbesuch verunsichert sind. Pensionierte Ärzte, Psychologen oder Sozialarbeiter beantworten im Café Med Fragen, besprechen Behandlungsoptionen und bieten individuelle Entscheidungshilfen.

## Publikationen
- Buchers Albtraum in: Der Zug ist voll. Die Schweiz im Dichtestress., Thomas Haemmerli (Hrsg.) Kein & Aber, Zürich 2014, ISBN 978-3-0369-5696-1.
- Diagnose einer Beziehung: Über Patienten und deren Ärzte, Kein & Aber, Zürich 2013, ISBN 978-3-0369-5659-6.
- Urs Marty, mit Renato Compostella & Stephan Witschi, Steidl, Göttingen 2010, ISBN 978-3-86521-984-8.